# Ла-Герш-сюр-л’Обуа
Ла-Герш-сюр-л’Обуа́ (фр. La Guerche-sur-l'Aubois) — коммуна во Франции, находится в регионе Центр. Департамент — Шер. Главный город кантона Ла-Герш-сюр-л’Обуа. Округ коммуны — Сент-Аман-Монтрон.
Код INSEE коммуны — 18108.

## География
Коммуна расположена приблизительно в 220 км к югу от Парижа, в 135 км юго-восточнее Орлеана, в 45 км к востоку от Буржа.
По территории коммуны проходит канал Берри и протекает небольшая река Обуа.

## Население
Население коммуны на 2008 год составляло 3403 человека.
| 1962 | 1968 | 1975 | 1982 | 1990 | 1999 | 2008 |
| ---- | ---- | ---- | ---- | ---- | ---- | ---- |
| 3453 | 3717 | 3682 | 3326 | 3219 | 3397 | 3403 |

## Администрация
| Период | Период | Фамилия           | Партия                              | Примечания                           |
| ------ | ------ | ----------------- | ----------------------------------- | ------------------------------------ |
| 1995   | 1998   | Жан-Поль Руссилло |                                     |                                      |
| 1998   | 2001   | Жак Шави          |                                     |                                      |
| 2001   | 2008   | Даниель Девуаз    | Французская коммунистическая партия | член генерального совета (1994—2008) |
| 2008   | 2014   | Пьер Дюкастель    |                                     |                                      |

## Экономика
В 2007 году среди 1964 человек в трудоспособном возрасте (15-64 лет) 1353 были экономически активными, 611 — неактивными (показатель активности — 68,9 %, в 1999 году было 67,5 %). Из 1353 активных работали 1179 человек (612 мужчин и 567 женщин), безработных было 174 (80 мужчин и 94 женщины). Среди 611 неактивных 152 человека были учениками или студентами, 256 — пенсионерами, 203 были неактивными по другим причинам.

## Достопримечательности
- Церковь Сент-Этьен[фр.] (XII век). Исторический памятник с 1962 года[8]

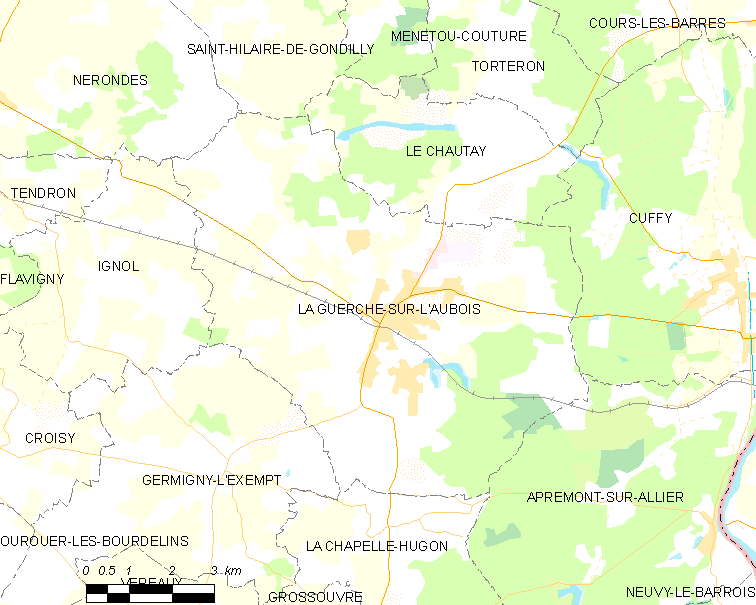
Карта коммуны